# Lepisiota
Lepisiota is een geslacht van vliesvleugelige insecten van de familie Mieren (Formicidae).

## Soorten
- L. acuta Xu, 1994
- L. affinis (Santschi, 1937)
- L. ajjer (Bernard, 1953)
- L. albata (Santschi, 1935)
- L. alexis (Santschi, 1937)
- L. ambigua (Santschi, 1935)
- L. angolensis (Santschi, 1937)
- L. annandalei (Mukerjee, 1930)
- L. arabica (Collingwood, 1985)
- L. arenaria (Arnold, 1920)
- L. arnoldi (Forel, 1913)
- L. aurea (Karavaiev, 1933)
- L. bipartita (Smith, F., 1861)
- L. cacozela (Stitz, 1916)
- L. canescens (Emery, 1897)
- L. capensis (Mayr, 1862)
- L. capitata (Forel, 1913)
- L. carbonaria (Emery, 1892)
- L. crinita (Mayr, 1895)
- L. curta (Emery, 1897)
- L. chapmani (Wheeler, W.M., 1935)
- L. dammama Collingwood & Agosti, 1996
- L. dendrophila (Arnold, 1949)
- L. depilis (Emery, 1897)
- L. deplanata (Stitz, 1911)
- L. depressa (Santschi, 1914)
- L. dhofara Collingwood & Agosti, 1996
- L. dolabellae (Forel, 1911)
- L. egregia (Forel, 1913)
- L. elegantissima Collingwood & van Harten, 2011
- L. emmelii (Kutter, 1932)
- L. erythraea (Forel, 1910)
- L. fergusoni (Forel, 1895)
- L. foreli (Arnold, 1920)
- L. frauenfeldi (Mayr, 1855)
- L. gerardi (Santschi, 1915)
- L. gracilicornis (Forel, 1892)
- L. harteni Collingwood & Agosti, 1996
- L. hexiangu Terayama, 2009
- L. hirsuta (Santschi, 1914)
- L. imperfecta (Santschi, 1926)
- L. incisa (Forel, 1913)
- L. kabulica (Pisarski, 1967)
- L. karawaiewi (Kuznetsov-Ugamsky, 1929)
- L. longinoda (Arnold, 1920)
- L. megacephala (Weber, 1943)
- L. melanogaster (Emery, 1915)

- L. melas (Emery, 1915)
- L. mlanjiensis (Arnold, 1946)
- L. modesta (Forel, 1894)
- L. monardi (Santschi, 1930)
- L. ngangela (Santschi, 1937)
- L. nigra (Dalla Torre, 1893)
- L. nigrescens (Karavaiev, 1912)
- L. nigrisetosa (Santschi, 1935)
- L. nigriventris (Emery, 1899)
- L. obtusa (Emery, 1901)
- L. oculata (Santschi, 1935)
- L. opaca (Forel, 1892)
- L. opaciventris (Finzi, 1936)
- L. palpalis (Santschi, 1935)
- L. piliscapa (Santschi, 1935)
- L. quadraticeps (Arnold, 1944)
- L. reticulata Xu, 1994
- L. riyadha Collingwood & Agosti, 1996
- L. rothneyi (Forel, 1894)
- L. rubrovaria (Forel, 1910)
- L. rugithorax (Santschi, 1930)
- L. schoutedeni (Santschi, 1935)
- L. semenovi (Ruzsky, 1905)
- L. sericea (Forel, 1892)
- L. silvicola (Arnold, 1920)
- L. somalica (Menozzi, 1927)
- L. spinisquama (Kuznetsov-Ugamsky, 1929)
- L. spinosior (Forel, 1913)
- L. splendens (Karavaiev, 1912)
- L. submetallica (Arnold, 1920)
- L. syriaca (André, 1881)
- L. tenuipilis (Santschi, 1935)
- L. validiuscula (Emery, 1897)
- L. xichangensis (Wu & Wang, 1995)